# エゴール・ストローエフ
エゴール・セミョーノヴィチ・ストローエフ（ストロエフ、ロシア語: Егор Семёнович Строев、ラテン文字表記の例：Yegor Semyonovich Stroyev、イゴール・スィミョーノヴィチュ・ストローイェフ、1937年2月25日 -　）は、ソビエト連邦及びロシアの政治家。ゴルバチョフ時代末期にソ連共産党政治局員、書記を経て、ソ連崩壊後は、オリョール州知事、第二代ロシア連邦議会上院連邦会議議長。ロシア人。

## 経歴・概要
1937年2月25日ソビエト連邦ロシア・ソビエト連邦社会主義共和国のオリョール州ホトィネツ地区の農家に生まれる。ミチューリン名称果実野菜育成大学通信制を卒業し、農業専門家として出発する。1954年コルホーズ（集団農場）に勤務する。
1963年から党活動に従事する。1985年オリョール州共産党第一書記。1989年ソ連共産党中央委員会書記（農業担当）に就任し、1990年からは政治局員を兼務した。また、ソ連人民代議員及び最高会議代議員にも選出されている。1991年8月のソ連8月クーデターでは、多くの党幹部同様、ゲンナジー・ヤナーエフ副大統領らの国家非常事態委員会を支持した。
ソ連崩壊直後、農業専門家として1991年全ロシア果実品種改良研究所長に就任するが、その後、政治的に復権し1993年4月エリツィン大統領によってオリョール州行政長官（知事に相当）に任命される。1993年12月のロシア連邦議会選挙では、地方代表として上院議員に選出された。1995年ヴィクトル・チェルノムイルジン首相を代表とする我が家ロシアに参加し、執行部である評議会議員となる。1996年上院議長に選出される。また、CIS（独立国家共同体）列国議会間会議議長も務めた。1997年及び2001年に実施されたオリョール州知事選挙では、9割を越える得票で再選されている。
ストローエフは、政治的には、ソ連共産党政治局員を務めた経歴からも、ロシア連邦共産党などの左派、保守派に近かったが、その一方でエリツィンと良好な関係を築き、上院をエリツィン政権支持でまとめ上げるなど政治手腕は卓越したものがあった。
しかし、エリツィンの後継となったプーチンが中央集権体制を強化したのに対し、ストローエフは地方政府の首長という自らの立場から、地方の自立性を重視していたため、連邦政府の地方統制強化には消極的な対応を取っていた。その後、プーチン政権によって知事と上院議員の兼職が廃止されたため、上院議員の資格を無くし2001年12月上院議長を辞任した。退任後、名誉議長の称号を授与された。2005年4月15日、オリョール州知事に三選。2005年11月26日、統一ロシアに入党した。2009年2月16日、オリョール州知事を退任した。
ニーナ夫人との間に一女マリーナ・エゴーロヴナがいる。